# Ilešháziho palác
Ilešháziho palác (někdy též nazývaný Illésházyho palác) je barokní řadový palác na Ventúrské ulici č. 7 v Starém Městě v Bratislavě. Jméno nese po svých majitelích, významné šlechtické rodině Illesházyů.
Je to národní kulturní památka č. NKP 53/0, číslo popisné objektu je 1266. Za kulturní památku byl vyhlášen 23. října 1963. Palác vznikl začátkem 18. století, změny se datují do začátku 19. a 20. století. Půdorys je 4křídlový, uzavřený, má 3 + 1 podlaží a jedno podzemní podlaží.